# 岩波数学叢書
岩波数学叢書（いわなみすうがくそうしょ）は、岩波書店が出している数学書のシリーズ。主に学部4年から大学院修士課程で学ぶ内容のシリーズである。いくつかの本は品切れになっているため、岩波オンデマンドブックスで再刊されている。

## 書名一覧
- 結び目理論入門(上)
- 岩澤理論とその展望(上)
- 岩澤理論とその展望(下)
- ギンツブルク－ランダウ方程式と安定性解析
- 確率偏微分方程式
- 非線形分散型波動方程式
- 線形計算の数理
- 数値解析の原理
- アラケロフ幾何
- リジッド幾何学入門
- ファイナンスと保険の数理
- 高次元代数多様体論
- 放物型発展方程式とその応用(上)
- 放物型発展方程式とその応用(下)
- 特異積分
- オーリッチ空間とその応用
- 正則関数のなすヒルベルト空間
- 複雑領域上のディリクレ問題
- 原始形式・ミラー対称性入門
- モチーフ理論
- 楕円曲面
- ラフパス理論と確率解析
- 流体数学の基礎(上)
- 流体数学の基礎(下)
- 変数変換型数値計算法
- 離散幾何解析入門
- 現代暗号理論